# 東京都立短期大学
東京都立短期大学（とうきょうとりつたんきだいがく、英語: Tokyo Metropolitan college）は、東京都昭島市東町3-6-33に本部を置いていた日本の公立大学である。1996年に設置され、2008年に廃止された。

## 概要

### 大学全体
- 東京都昭島市及び東京都中央区に所在し日本の公立短期大学で、設置主体は東京都[1]のち公立大学法人首都大学東京[2]。
- 1950年に立川短期大学として開学した東京都立立川短期大学が、1954年に開学した東京都立商科短期大学を吸収。それにより、1996年に東京都立短期大学として再編。
- 昭島・晴海の2キャンパスに人文・社会・生活科学系の5学科、さらに夜間部1学科と専攻科2専攻を擁し短大としては有数の規模をほこる公立の昼夜開講制“総合短期大学”として入学総定員500名体制をとる。
- 2004年度の入学生を最後に[注釈 3]、2008年に短期大学としての使命を終える[注 2]。
- 余談だが東京都立の短期大学としては、東京都立工科短期大学[注 3]や、東京都立医療技術短期大学が存在していたが、何れも4年制大学へ転換された。東京都立短期大学にも統合以前から、東京都立立川短期大学を母体とした東京都立生活科学大学（仮称）の構想などが存在し、統合後も4年制大学への改組が検討されるなどしたが遂に日の目を見ることなく、都立全ての高等教育機関が首都大学東京へ吸収されることになった。

## 沿革
- 1995年
  - 12月22日 左記を以て文部省[注 4]より短期大学の再編が認可される[5]。
- 1996年
  - 4月1日 東京都立立川短期大学が東京都立商科短期大学を吸収して東京都立短期大学としてあらたに再編される。設置学科は以下の通りとなっている[5]。
    - 都市生活学科[注 5] 入学定員40名
    - 健康栄養学科[注 6] 入学定員40名
    - 経営情報学科
      - 第一部[注 7] 入学定員140名
      - 第二部[注 8] 入学定員80名

    - 経営システム学科[注 9] 入学定員100名
    - 文化国際学科[注 10] 入学定員100名

  - 5月1日 学生数[6]/定員
    - 都市生活学科 42[注 11]/40
    - 健康栄養学科 39[注釈 4]/40
    - 経営情報学科
      - 第一部 139[注釈 5]/140
      - 第二部 69[注 12]/80

    - 経営システム学科 104[注 13]/100
    - 文化国際学科 95[注 14]/100
- 1997年
  - 5月1日 学生数/定員
    - 健康栄養学科 75[注 15]/80
- 1998年
  - 4月1日 専攻科に以下の専攻課程を置く[8]。
    - 都市生活学専攻 入学定員5名
    - 健康栄養学専攻 入学定員5名
- 1999年
  - 5月1日 学生数/[9]定員
    - 都市生活学科 87[注 16]/80
    - 健康栄養学科 62[注 17]/80
    - 経営情報学科
      - 第一部 289[注 18]/280
      - 第二部 203[注 19]/240

    - 経営システム学科 298[注 20]/300
    - 文化国際学科 223[注釈 5]/200
- 2001年 東京都大学改革基本方針及び東京都大学改革大綱が発表され、東京都立大学・東京都立科学技術大学・東京都立保健科学大学・東京都立短期大学の、いわゆる“都立4大学”の再編・統合及び短期大学課程・夜間課程の廃止が決定。
- 2003年
  - 4月1日 経営情報学科二部・経営システム学科の学生募集をこの年度で最終とする[注 21]。
  - 東京都知事石原慎太郎（担当部局は東京都大学管理本部）、東京都大学改革大綱を一方的に破棄し、新たに都立の新しい大学の構想についてを発表。
- 2004年
  - 4月1日 文化国際学科・経営情報学科一部・都市生活学科・健康栄養学科、専攻科都市生活学専攻・健康栄養学専攻の学生募集をこの年度で最終とする[注釈 3]。
- 2008年
  - 1月25日 左記をもって正式に廃止となる[4]。

## 基礎データ

### 昭島キャンパス
- 東京都昭島市東町3－6－33[注釈 1]
  - 文化国際学科、経営情報学科一部・経営情報学科二部、都市生活学科、健康栄養学科、専攻科都市生活学専攻、健康栄養学専攻

### 晴海キャンパス
- 東京都中央区晴海1－2－2[注釈 2]
  - 経営システム学科

## 教育および研究

### 組織

#### 学科
- 文化国際学科 昼間2年制・入学定員100名[注釈 6]
- 経営情報学科
  - 一部 昼間2年制・入学定員140名[注釈 6]
  - 二部 夜間3年制・入学定員80名[注釈 7]
- 経営システム学科 夜間3年制・入学定員100名[注釈 7]
- 都市生活学科 昼間2年制・入学定員40名[注釈 6]
- 健康栄養学科 昼間2年制・入学定員40名[注釈 6]

## 専攻科
- 都市生活学専攻 昼間1年制・入学定員5名[注釈 6]
- 健康栄養学専攻 昼間1年制・入学定員5名[注釈 6]

取得資格について
- 栄養士；健康栄養学科[12]

### 研究
- 『東京都立短期大学研究紀要』[13]ほか。

## 学生生活

### 学園祭
- 東京都立立川短期大学の学園祭は毎年概ね11月に行われた[12]。

## 大学関係者と組織

### 学長
- 西澤潤一（2005年4月1日 - ）

### 図書館長
- 野口肇（2000年4月1日 - 2002年3月31日）

### 歴代学科長

#### 文化国際学科
- 大日方純夫（1996年4月1日 - 1998年3月31日）
- 野口肇（1998年4月1日 - 2000年3月31日）

#### 経営情報学科
- 小泉徹（2004年4月1日 - ）

#### 経営システム学科
- 山口勇（1998年4月1日 - 2000年3月31日）